# Los Cristales
Los Cristales är en ort i Mexiko.   Den ligger i kommunen Zacapoaxtla och delstaten Puebla, i den sydöstra delen av landet, 170 km öster om huvudstaden Mexico City. Los Cristales ligger 1 795 meter över havet och antalet invånare är 1 560.
Terrängen runt Los Cristales är lite bergig. Runt Los Cristales är det ganska tätbefolkat, med 129 invånare per kvadratkilometer. Närmaste större samhälle är Zacapoaxtla, 0,55 km öster om Los Cristales. Omgivningarna runt Los Cristales är en mosaik av jordbruksmark och naturlig växtlighet.